# Acronychia smithii
Acronychia smithii är en vinruteväxtart som beskrevs av Thomas Gordon Hartley. Acronychia smithii ingår i släktet Acronychia och familjen vinruteväxter. Inga underarter finns listade i Catalogue of Life.